# Pogonostoma
Pogonostoma – rodzaj chrząszczy z rodziny biegaczowatych, podrodziny trzyszczowatych i plemienia Collyridini.

## Występowanie
Wszystkie należące tu gatunki są endemitami Madagaskaru.

## Systematyka
Opisano dotychczas ponad 100 gatunków z tego rodzaju. Do niedawna wyróżniano 6 podrodzajów, jednak w 2007 J. Moravec opisał 10 kolejnych i obecnie wyróżnia się ich 16:
- Bathypogonum Jeannel, 1946
- Dipogonum J.Moravec, 2007
- Eupogonostoma J.Moravec, 2007
- Hornogeniatum J.Moravec, 2007
- Leptopogonum Rivalier, 1970
- Macropogonostoma J.Moravec, 2007
- Mantistenocera J.Moravec, 2007
- Microgeniatum Rivalier, 1970
- Mirostenocera Jeannel, 1946
- Mitopogon Rivalier, 1970
- Neopogonum J.Moravec, 2007
- Parapogonum J.Moravec, 2007
- Pogonostoma Klug, 1835
- Polypogonostoma J.Moravec, 2007
- Sexpogonum J.Moravec, 2007
- Transstenocera J.Moravec, 2007